# Juha Mieto
Juha Iisakki Mieto (ur. 20 listopada 1949 w Kurikka) – fiński biegacz narciarski, pięciokrotny medalista igrzysk olimpijskich oraz czterokrotny medalista mistrzostw świata. Od 2007 do 2011 poseł do Eduskunty.

## Życiorys

### Kariera sportowa
Ukończył szkołę podstawową, kształcił się następnie na stolarza. W 1970 rozpoczął profesjonalną karierę sportową w biegach narciarskich. Zdobył pięć medali na zimowych igrzyskach olimpijskich. Zadebiutował w 1972 podczas igrzysk w Sapporo, gdzie zajął między innymi 4. miejsce w biegu na 15 km techniką klasyczną, przegrywając brązowy medal z Ivarem Formo z Norwegii o 0,06 s. Na igrzyskach olimpijskich w Innsbrucku w 1976 wraz z Mattim Pitkänenem, Perttim Teurajärvim i Arto Koivisto zdobył złoty medal w sztafecie 4 × 10 km. Najlepsze wyniki osiągnął na igrzyskach w Lake Placid, gdzie wywalczył dwa srebrne medale w biegach na 15 km i 50 km stylem klasycznym oraz brązowy w sztafecie. W Lake Placid Finowie pobiegli w składzie: Harri Kirvesniemi, Pertti Teurajärvi, Matti Pitkänen i Juha Mieto. W biegu na 15 km jego strata do Thomasa Wassberga ze Szwecji była najmniejsza w historii narciarstwa biegowego i wyniosła 0,01 s. Ostatni medal olimpijski uzyskał na igrzyskach w Sarajewie, gdzie wspólnie z Karim Ristanenem, Harrim Kirvesniemim i Akim Karvonenem zdobył swój trzeci z rzędu brązowy medal w sztafecie.
Juha Mieto wywalczył także m.in. cztery medale na mistrzostwach świata. Pierwszym był srebrny medal w biegu na 30 km techniką klasyczną zdobyty podczas mistrzostw świata w Falun w 1974. Uległ wówczas jedynie Szwedowi Thomasowi Magnussonowi, a trzecie miejsce na podium przypadło Polakowi Janowi Staszelowi. Kolejne dwa medale zdobył na mistrzostwach świata w Lahti w 1978. Wraz z Esko Lähtevänoją, Perttim Teurajärvim i Mattim Pitkänenem zdobył srebrny medal w sztafecie, a ponadto wywalczył brązowy medal w biegu na 15 km stylem klasycznym. Mistrzostwa świata w Oslo w 1982 były ostatnimi w jego karierze. Finowie w składzie: Kari Härkönen, Aki Karvonen, Harri Kirvesniemi i Juha Mieto zajęli tam ex aequo trzecie miejsce z reprezentacją NRD. W swoim najlepszym starcie indywidualnym Juha Mieto zajął 5. miejsce w biegu na 30 km techniką dowolną.
Najlepsze wyniki w Pucharze Świata osiągnął w sezonach 1975/1976 i 1979/1980, kiedy to triumfował w nieoficjalnej wtedy klasyfikacji generalnej. Ponadto w sezonach 1973/1974 i 1976/1977 był drugi, a w sezonie 1974/1975 trzeci w klasyfikacji generalnej.
W 1974 został nagrodzony medalem Holmenkollen. W 1984 postanowił zakończyć karierę sportową.

### Działalność zawodowa i polityczna
Od 1972 prowadzi własne gospodarstwo rolne. W latach 1986–2007 pracował w różnych branżach jako freelancer. W wyborach w 2007 roku z listy Partii Centrum uzyskał mandat deputowanego do fińskiego parlamentu. W 2011 bez powodzenia ubiegał się o reelekcję.

## Osiągnięcia

### Igrzyska olimpijskie
| Miejsce | Dzień     | Rok  | Miejscowość | Konkurencja             | Czas biegu | Strata    | Zwycięzca          |
| ------- | --------- | ---- | ----------- | ----------------------- | ---------- | --------- | ------------------ |
| 4.      | 7 lutego  | 1972 | Sapporo     | 15 km stylem klasycznym | 45:28,24   | +34,50    | Sven-Åke Lundbäck  |
| 5.      | 13 lutego | 1972 | Sapporo     | Sztafeta 4 × 10 km      | 2:04:47,94 | +3:02,25  | ZSRR               |
| 4.      | 5 lutego  | 1976 | Innsbruck   | 30 km stylem klasycznym | 1:30:29,38 | +51,01    | Siergiej Sawieljew |
| 10.     | 8 lutego  | 1976 | Innsbruck   | 15 km stylem klasycznym | 43:58,47   | +1:47,80  | Nikołaj Bażukow    |
| 1.      | 11 lutego | 1976 | Innsbruck   | Sztafeta 4 × 10 km      | 2:07:59,72 | -         | -                  |
| 34.     | 14 lutego | 1976 | Innsbruck   | 50 km stylem klasycznym | 2:37:30,05 | +12:33,56 | Ivar Formo         |
| 7.      | 14 lutego | 1980 | Lake Placid | 30 km stylem klasycznym | 1:27:02,80 | +2:42,28  | Nikołaj Zimiatow   |
| 2.      | 17 lutego | 1980 | Lake Placid | 15 km stylem klasycznym | 41:57,63   | +0,01     | Thomas Wassberg    |
| 3.      | 20 lutego | 1980 | Lake Placid | Sztafeta 4 × 10 km      | 1:57:03,46 | +2:56,72  | ZSRR               |
| 2.      | 23 lutego | 1980 | Lake Placid | 50 km stylem klasycznym | 2:27:24,60 | +2:55,92  | Nikołaj Zimiatow   |
| 8.      | 10 lutego | 1984 | Sarajewo    | 30 km stylem dowolnym   | 1:28:56,3  | +2:52,0   | Nikołaj Zimiatow   |
| 4.      | 13 lutego | 1984 | Sarajewo    | 15 km stylem klasycznym | 41:25,6    | +40,2     | Gunde Svan         |
| 3.      | 16 lutego | 1984 | Sarajewo    | Sztafeta 4 × 10 km      | 1:55:06,3  | +1:25,1   | Szwecja            |
| 10.     | 19 lutego | 1984 | Sarajewo    | 50 km stylem klasycznym | 2:15:55,8  | +5:57,3   | Thomas Wassberg    |

### Mistrzostwa świata
| Miejsce | Dzień     | Rok  | Miejscowość | Konkurencja             | Czas biegu | Strata    | Zwycięzca          |
| ------- | --------- | ---- | ----------- | ----------------------- | ---------- | --------- | ------------------ |
| 2.      | 18 lutego | 1974 | Falun       | 30 km stylem klasycznym | 1:33:41,40 | +53,41    | Thomas Magnuson    |
| 4.      | 20 lutego | 1974 | Falun       | 15 km stylem klasycznym | 41:39,10   | +8,51     | Magne Myrmo        |
| 4.      | 21 lutego | 1974 | Falun       | Sztafeta 4 × 10 km      | 2:03:15,85 | +2:46,64  | NRD                |
| 7.      | 19 lutego | 1978 | Lahti       | 30 km stylem klasycznym | 1:32:56,00 | +2:54,90  | Siergiej Sawieljew |
| 3.      | 22 lutego | 1978 | Lahti       | 15 km stylem klasycznym | 49:09,37   | +5,0      | Józef Łuszczek     |
| 2.      | 23 lutego | 1978 | Lahti       | Sztafeta 4 × 10 km      | 2:05:17,63 | +11,32    | Szwecja            |
| 44.     | 26 lutego | 1978 | Lahti       | 50 km stylem klasycznym | 2:46:43,06 | +25:32,68 | Sven-Åke Lundbäck  |
| 5.      | 20 lutego | 1982 | Oslo        | 30 km stylem dowolnym   | 1:21:52,3  | +1:07,4   | Thomas Eriksson    |
| 6.      | 23 lutego | 1982 | Oslo        | 15 km stylem dowolnym   | 38:52,5    | +32,2     | Oddvar Brå         |
| 3.      | 25 lutego | 1982 | Oslo        | Sztafeta 4 × 10 km      | 1:56:27,6  | +2:21,8   | Norwegia · ZSRR    |

### Puchar Świata
W sezonach 1973/1974 – 1980/1981 Puchar Świata rozgrywany był nieoficjalnie.

#### Miejsca w klasyfikacji generalnej
- sezon 1973/1974: 2.
- sezon 1974/1975: 3.
- sezon 1975/1976: 1.
- sezon 1976/1977: 2.
- sezon 1977/1978: 5.
- sezon 1979/1980: 1.
- sezon 1980/1981: ?
- sezon 1981/1982: 26.
- sezon 1982/1983: 28.
- sezon 1983/1984: 18.

#### Miejsca na podium
1. Reit im Winkl – 19 stycznia 1974 (15 km) – 1. miejsce
2. Falun – 17 lutego 1974 (30 km) – 2. miejsce
3. Oslo – 7 marca 1974 (15 km) – 1. miejsce
4. Oslo – 9 marca 1974 (50 km) – 3. miejsce
5. Lahti – 28 lutego 1975 (15 km) – 2. miejsce
6. Oslo – 6 marca 1975 (15 km) – 1. miejsce
7. Oslo – 3 stycznia 1976 (15 km) – 3. miejsce
8. Falun – 27 lutego 1976 (30 km) – 2. miejsce
9. Lahti – 5 marca 1976 (15 km) – 1. miejsce
10. Lahti – 7 marca 1976 (50 km) – 2. miejsce
11. Oslo – 11 marca 1976 (15 km) – 2. miejsce
12. Oslo – 13 marca 1976 (50 km) – 2. miejsce
13. Lahti – 24 lutego 1977 (15 km) – 2. miejsce
14. Falun – 4 marca 1977 (30 km) – 1. miejsce
15. Oslo – 10 marca 1977 (15 km) – 1. miejsce
16. Oslo – 12 marca 1977 (50 km) – 3. miejsce
17. Lahti – 22 lutego 1978 (15 km) – 3. miejsce
18. Oslo – 9 marca 1978 (15 km) – 1. miejsce
19. Davos – 15 grudnia 1979 (15 km) – 1. miejsce
20. Reit im Winkl – 12 stycznia 1980 (15 km) – 3. miejsce
21. Ramsau – 15 stycznia 1980 (15 km) – 1. miejsce
22. Lake Placid – 17 lutego 1980 (15 km) – 2. miejsce
23. Lake Placid – 23 lutego 1980 (50 km) – 2. miejsce
24. Lahti – 9 marca 1980 (50 km) – 3. miejsce
25. Sarajewo – 10 lutego 1983 (15 km) – 2. miejsce